# Los Pueblos Deciden
Los Pueblos Deciden (in castigliano e asturiano; Os Pobos Deciden in galiziano; Herriek Erabaki in basco; Os Pueblos Deciden in aragonese; lett. "i popoli decidono" o "decidano") è stata una lista elettorale spagnola formata in vista delle elezioni europee del 2014 dai partiti della sinistra nazionalista e indipendentista dei Paesi Baschi, della Navarra, della Galizia, di Aragona, delle Asturie e delle Canarie.
Ad essa hanno preso parte la coalizione basca Euskal Herria Bildu (comprende a sua volta varie formazioni regionali come Eusko Alkartasuna) e il Blocco Nazionalista Galiziano, oltre ai piccoli partiti Puyalón, Andecha Astur, Alternativa Nazionalista Canaria e Unità del Popolo.
La lista ha ottenuto il 2,08% dei consensi e un seggio: è stato così eletto Josu Juaristi Abaunz (esponente di Eusko Alkartasuna), al quale è subentrata, nel febbraio 2018, Ana Maria Miranda Paz (in rappresentanza del Blocco Nazionalista Galiziano). Entrambi hanno aderito al gruppo della Sinistra Unitaria Europea/Sinistra Verde Nordica; nel marzo 2018, tuttavia, Miranda Paz ha lasciato il gruppo GUE/NGL alla volta del gruppo Verdi/ALE.
Alle successive elezioni europee del 2019, Euskal Herria Bildu e Blocco Nazionalista Galiziano costituiscono una coalizione con Sinistra Repubblicana di Catalogna, Ahora Repúblicas, che ottiene il 5,6% dei voti e tre seggi.

## Risultati elettorali
|              | Voti    | %    | Seggi |
| ------------ | ------- | ---- | ----- |
| Europee 2014 | 326 464 | 2,08 | 1     |